# Medway (flod)
 For alternative betydninger, se Medway. (Se også artikler, som begynder med Medway)
Medway på engelsk River Medway) er en flod i Sydøstengland. Den har sit udspring ved High Weald, Sussex og løber igennem til Tonbridge, Maidstone og byområdet Medway i Kent før den har sin udmunding i Themsen nær Sheerness. Den er i alt 113 km lang. Omkring 21 km ligger i Sussex, mens resten ligger i Kent.
Afvandingsområdet er 2.409 km2, og er dermed det største i Sydengland efter Themsen. En lang række mindre floder og åer løber ud i Medway. Disse bifloder starter i North Downs, Weald og Ashdown Forest.
Domesday Book fra 1086 lister en lang række herregårde ud til Medway. Langs floden ligger desuden adskillige slotte og fæstningsværker, hvilket bl.a. inkluderer Rochester Castle, Allington Castle, Leeds Castle, West Castle og Tonbridge Castle.